# Heterlimnius tardellus
Heterlimnius tardellus är en skalbaggsart som beskrevs av Henry Clinton Fall. Heterlimnius tardellus ingår i släktet Heterlimnius och familjen bäckbaggar. Inga underarter finns listade i Catalogue of Life.